# Nazionale maschile di pallavolo dell'Algeria
La nazionale maschile di pallavolo dell'Algeria è una squadra africana composta dai migliori giocatori di pallavolo dell'Algeria ed è posta sotto l'egida della Federazione pallavolistica dell'Algeria.

## Rosa
Segue la rosa dei giocatori convocati per le qualificazioni mondiali ai Giochi della XXXI Olimpiade (girone B).
| N° | Nome                 | Ruolo | Data di nascita   | Squadra            |
| -- | -------------------- | ----- | ----------------- | ------------------ |
| 1  | Ilyas Achouri        | L     | 26 febbraio 1987  | Sétifienne         |
| 2  | Bouyoucef Sofiane    | C     | 7 gennaio 1995    | NC Béjaïa          |
| 3  | Amir Kerboua         | P     | 16 luglio 1992    | USM Blida          |
| 4  | Houcine Houache      | C     | 17 dicembre 1990  | EF Aïn Azel        |
| 5  | Khaled Kessai        | P     | 17 settembre 1985 | MB Béjaïa          |
| 6  | Mohamed Oumessad     | C     | 22 dicembre 1986  | NR Bordj           |
| 7  | Ayyoub Dekkiche      | S     | 9 aprile 1990     | Sétifienne         |
| 8  | Ikken Boudjemaa      | S     | 20 gennaio 1996   | JSB Ighram         |
| 12 | Akram Dekkiche       | S/O   | 12 gennaio 1995   | PO Chlef           |
| 13 | Siefeddine Benmehena | C     | 2 marzo 1994      | Olympique El Kseur |
| 15 | Abi Oualid           | L     | 23 ottobre 1993   | OM Melia           |
| 16 | Islam Cherchali      | S/O   | 2 giugno 1994     | Nadi Médéa         |
| 17 | Bouadi Ishaq         | S/O   | 2 marzo 1996      | EF Aïn Azel        |
| 19 | Soufiane Hosni       | S     | 28 aprile 1992    | GSP Algeri         |

## Risultati

### Competizioni FIVB
| 1964 | non qualificata | -            |
| 1968 | non qualificata | -            |
| 1972 | non qualificata | -            |
| 1976 | non qualificata | -            |
| 1980 | non qualificata | -            |
| 1984 | non qualificata | -            |
| 1988 | non qualificata | -            |
| 1992 | 12º posto       | Convocazioni |
| 1996 | non qualificata | -            |
| 2000 | non qualificata | -            |
| 2004 | non qualificata | -            |
| 2008 | non qualificata | -            |
| 2012 | non qualificata | -            |
| 2016 | non qualificata | -            |
| 2020 | non qualificata | -            |
| 2024 | non qualificata | -            |

| 1949 | non qualificata | -            |
| 1952 | non qualificata | -            |
| 1956 | non qualificata | -            |
| 1960 | non qualificata | -            |
| 1962 | non qualificata | -            |
| 1966 | non qualificata | -            |
| 1970 | non qualificata | -            |
| 1974 | non qualificata | -            |
| 1978 | non qualificata | -            |
| 1982 | non qualificata | -            |
| 1986 | non qualificata | -            |
| 1990 | non qualificata | -            |
| 1994 | 13º posto       | Convocazioni |
| 1998 | 22º posto       | Convocazioni |
| 2002 | non qualificata | -            |
| 2006 | non qualificata | -            |
| 2010 | non qualificata | -            |
| 2014 | non qualificata | -            |
| 2018 | non qualificata | -            |
| 2022 | non qualificata | -            |

| 1965 | non qualificata | -            |
| 1969 | non qualificata | -            |
| 1977 | non qualificata | -            |
| 1981 | non qualificata | -            |
| 1985 | non qualificata | -            |
| 1989 | non qualificata | -            |
| 1991 | 9º posto        | Convocazioni |
| 1995 | non qualificata | -            |
| 1999 | non qualificata | -            |
| 2003 | non qualificata | -            |
| 2007 | non qualificata | -            |
| 2011 | non qualificata | -            |
| 2015 | non qualificata | -            |
| 2019 | non qualificata | -            |
| 2023 | non qualificata | -            |

### Competizioni CAVB
| 1967 | 2º posto        | Convocazioni |
| 1971 | non qualificata | -            |
| 1976 | non qualificata | -            |
| 1979 | non qualificata | -            |
| 1983 | 3º posto        | Convocazioni |
| 1987 | 3º posto        | Convocazioni |
| 1989 | 2º posto        | Convocazioni |
| 1991 | 1º posto        | Convocazioni |
| 1993 | 1º posto        | Convocazioni |
| 1995 | 3º posto        | Convocazioni |
| 1997 | 2º posto        | Convocazioni |
| 1999 | 2º posto        | Convocazioni |
| 2001 | non qualificata | -            |
| 2003 | 4º posto        | Convocazioni |
| 2005 | non qualificata | -            |
| 2007 | non qualificata | -            |
| 2009 | 2º posto        | Convocazioni |
| 2011 | 4º posto        | Convocazioni |
| 2013 | 5º posto        | Convocazioni |
| 2015 | 4º posto        | Convocazioni |
| 2017 | 4º posto        | Convocazioni |
| 2019 | 3º posto        | Convocazioni |
| 2021 | non qualificata | -            |
| 2023 | 2º posto        | Convocazioni |